# Sextus Amarcius
Œuvres principales
Sermones
Sextus Amarcius Gallus Piosistratus est un poète satirique d'origine allemande et de langue latine actif à la fin du XIe siècle. Les éléments biographiques le concernant, maigres et principalement tirés de son œuvre, restent incertains : il naîtrait à Spire et serait actif en Rhénanie, il ferait partie du clergé (peut-être un moine) et serait maître d'école. Son œuvre, les Sermones, témoigne d'une bonne connaissance des Écritures et de la littérature latine classique (Virgile, Ovide, Térence, Horace, Juvénal) et chrétienne (Prudence).

## LesSermones
Amarcius est l'auteur d'une seule œuvre, en hexamètres dactyliques latins, intitulée Sermones (« Conversations »), mais désignée aussi sous le nom de Satires. Elle est composée d'une introduction, de quatre livres thématiques et d'une prière finale à la Trinité :
- le livre I a pour thème l'argent et cible la cupidité, l'envie et l'avarice ;
- le livre II s'attaque aux juifs, incapables de reconnaître en Jésus-Christ le messie ;
- le livre III liste les vices liés à l'excès et à la luxure ; Amarcius y enjoint aux pécheurs de revenir à la vertu ;
- le livre IV défend l'amour vrai et condamne à nouveau les vices qui empêchent de l'atteindre.

Les Sermones ne nous sont connues que par un manuscrit complet du XIIIe siècle, conservé à Dresde ; quelques lignes se trouvent dans un autre manuscrit de la même époque conservé à Copenhague.
Le recueil est imité d'Horace et de ses propres Satires.

### Éditions
- (de) Karl Manitius (édition et traduction), Sextus Amarcius Sermones, Weimar, Bölhaus Nachfloger, 1969
- (en) Ronald E. Pepin et Jan M. Ziolkowski, Sextus Amarcius : Satires : Eupolemius, Harvard University Press, 2011

### Études
- Horst Baader, Onze études sur l'esprit de la satire, Gunter Narr, 1978
- (de) Max Manitius, Geschichte der lateinischen Literatur des Mittelalters, vol. 2 : Von der Mitte des zehnten Jahrhunderts bis zum Ausbruch des Kampfes zwischen Kirche und Staat, Beck, 1976, p. 569-574